# Chrysospalax
Chrysospalax è un genere di Crisocloridi, diffuso in Africa meridionale.

## Tassonomia
Comprende due specie:
- Chrysospalax trevelyani - Talpa dorata gigante
- Chrysospalax villosus - Talpa dorata dal pelo ruvido

## Descrizione
Si differenziano dagli altri generi per le dimensioni maggiori ed il pelo dall'aspetto più ispido, come adattamento a climi più rigidi.